# Ostaszewo (obwód wołogodzki)
Ostaszewo (ros. Осташево) – wieś w Rosji, w rejonie wołogodzkim obwodu wołogodzkiego. W 2021 r. była niezamieszkana.